# Deseo bajo los olmos
Deseo bajo los olmos (Desire under the elms) es una obra de teatro escrita por el dramaturgo norteamericano Eugene O'Neill en 1924. Pertenece al género dramático, y propone una versión más mundana y moderna de la tragedia clásica. 

## Estructura
Deseo bajo los olmos es un drama divido en tres partes, que están a su vez subdivididas en cuatro escenas cada una. 
Explora de manera profunda y simple la angustia de la desilusión y la sensación de sentirse débiles ante una fuerza totalitaria y opresora. O'Neill introduce personajes vividos, con existencias opacas y rutinarias. Los carga de sueños que en algún momento están prontos a cumplirse, pero que luego derrumba con la simpleza de la vida, construyendo una ola de desdicha y desesperanza que rodea el ambiente. Deseo bajo los olmos, como los demás dramas de Eugene O'Neill, no parece tener un final, porque todo lo propuesto por el protagonista queda inconcluso o fracasado. Más bien se parece a un retazo de la vida de personas comunes, con dramas personales en los que nadie parece fijarse nunca.
Está escrito con un lenguaje simple y poético, en algunos casos crudo, que da mayor fuerza al ambiente rural de la Nueva Inglaterra.

## Personajes
Ephraim Cabot: padre de familia y presunto dueño de la granja donde se desarrollan las acciones.
Simeon y Peter Cabot: hijos de Ephraim Cabot y de su primera esposa.
Eben Cabot: hijo de Ephraim Cabot y de su segunda esposa.
Abbie Putnam: Tercera esposa de Ephraim Cabot y amante de Eben.

## Argumento
Ephraim Cabot decide casarse por tercera vez, para desheredar a sus hijos y dejarlos en la ruina. Peter y Simeon, los mayores, deciden irse a buscar oro a California, pero Eben se queda, dispuesto a recuperar la granja que, según él, siempre perteneció a su madre. 
Todos sienten un odio irrefrenable hacia el viejo Cabot: su actitud engreída y egoísta es insoportable. Cuando Abbie (su tercera mujer) entra en escena, todo parece posible: Eben se enamora perdidamente de ella, y entre los dos traman un plan para conseguir la granja y burlarse de Ephraim Cabot. Sin embargo, el poder y la fuerza son más fuertes que el vínculo que une a los dos jóvenes, y ambos terminan en la ruina.

## Representaciones destacadas
- Provincetown Players (off-Broadway, 1924). Estreno.
  - Intérpretes: Walter Huston, Mary Morris, Charles Ellis.

- Broadway (1952) 
  - Dirección: Harold Clurman.
  - Intérpretes: Douglass Watson, Carol Stone.

- Goodman Theatre (Chicago, 2009) 
  - Dirección: Robert Falls.
  - Intérpretes: Brian Dennehy, Carla Gugino y Pablo Schreiber.

### Representaciones en castellano
- Teatro Romea, Barcelona, 1952
  - Intérpretes: María Pura Balderrain, Ramón Durán, Eduardo Berraondo, Francisco Allot y Roberto Areste

- Teatro María Guerrero, Madrid, 1954.
  - Intérpretes: Asunción Sancho, Félix Navarro, Jesús Puente y Pedro Ignacio Paúl.

- Teatro Talía, Barcelona, 1962.
  - Dirección: Armando Moreno.
  - Intérpretes: Nuria Espert, Carmen Luján, Ramón Durán, Miguel Palenzuela, Víctor Fuentes, Enrique Navas y Antonio Iranzo.

- Televisión española, Estudio 1, 19 de enero de 1976.
  - Dirección: Pilar Miró.
  - Intérpretes: Emilio Gutiérrez Caba, María Massip, José Calvo, Daniel Dicenta, Roberto Martín, Francisco Cecilio, Félix Rotaeta, Avelino Cánovas, Petra Martínez.

- Teatro Real Cinema, Madrid, 2006.
  - Dirección: Francisco Suárez.
  - Intérpretes: Beatriz Rico, Manuel Tejada, Javier Collado, Juanma Navas, Joan Llaneras.

- Teatre Nacional de Catalunya, Barcelona, 2017.
  - Dirección: Joan Ollé.
  - Intérpretes: Carles Arquimbau, Ivan Benet, Pepo Blasco, Àngel Cerdanya, Laura Conejero, Pep Cruz, Lluís Gómez, Àngela Jové, Eduard Muntada, Laura Pujolàs, Santi Ricart, Iban Beltran, Àngel Cerdanya “El Sueco”, Carol Duran, Noël Olivé i Gal·la Sabaté.[1]

## Cine
En 1958, Delbert Mann llevó la pieza al cine con un guion de Irwin Shaw y con la actuación de Sophia Loren, Anthony Perkins y Burl Ives.